# Hogo fogo Homolka
Hogo fogo Homolka je druhou částí volné filmové trilogie režiséra Jaroslava Papouška z roku 1970.
Film ukazuje obyčejný život obyčejné rodiny Homolkových, která si pořídila auto, plánuje kam pojedou na výlet. Řeší se kdo si prosadí fotbal nebo zda se půjde na dostihy v Chuchli.
Do trilogie patří další dva snímky Jaroslava Papouška Ecce homo Homolka (1970) a Homolka a tobolka (1972).

## Děj
Když si Homolkovi pořídí auto, začnou přemýšlet, kam se s ním vydat na výlet. František navrhuje, že by mohli jet na nějaký hrad, Marie by chtěla na koníčky a děti na fotbal. Nakonec se rozhodnou, že pojedou za pradědečkem, který žije na venkově.
Cesta na venkov je pro Homolkovy plná komických situací. František se snaží se svým novým autem předvést, ale místo toho způsobí několik nehod. Marie se snaží být dobrou hospodyní, ale na venkově se neorientuje. Děti se baví objevováním nového prostředí, ale také se dostanou do několika problémů.
Když Homolkovi dorazí k pradědečkovi, zjistí, že je v pořádku. Je to jen vtip, který vymyslela babička Homolková, aby rodinu přivedla na návštěvu. Homolkovi jsou zklamaní, ale nakonec se na venkově příjemně pobaví.
Na konci filmu stařičký pradědeček Homolka cestou z mysliveckého norování umírá.
Film Hogo fogo Homolka je především satirou na tehdejší českou společnost. Homolkovi představují typickou konzumní rodinu, která se zaměřuje na materiální hodnoty. Jejich cesta na venkov je příležitostí pro setkání s jiným světem, který je jim cizí. Film také ukazuje kontrasty mezi městem a venkovem a mezi různými generacemi.

## Obsazení
| Josef Šebánek    | děda Homolka              |
| Marie Motlová    | babi Homolková            |
| František Husák  | Ludva, syn Homolkových    |
| Helena Růžičková | Heduš, snacha Homolkových |